# Горна Ковачица
Го̀рна Ковачѝца е село в Северозападна България. То се намира в община Чипровци, област Монтана.

## География
Разположено в полите на Стара планина, между градовете Чипровци и Монтана. Китно българско село, запазило в себе си традициите на старата българската архитектура и красотата, спокойствието и величието на Балкана. Разделя го живописна планинска рекичка, която се влива във водите на Огоста.

## Културни и природни забележителности
Димановата къща. В селото има читалище Бистър ум и библиотека.

## Редовни събития
Традиционният събор на селото винаги е на 24 май, на който има селско увеселение и сергии.

## Личности
Григор Петров Илиев (24 януари 1935 – 6 март 1999 г.) – журналист, кореспондент на в. „Работническо дело“ в Москва.
Еленко Георгиев Андреев (1939 г.) – дипломат, посланик в Бразилия, Чили, Ангола.